# Día de la Libertad (Malta)
Día de la Libertad (en maltés: Jum il-Helsien) es una fiesta nacional maltesa que se celebra anualmente el 31 de marzo. Este es el aniversario de la retirada de las tropas británicas y la Marina Real de Malta en 1979. Al tomar el poder en 1971, el Gobierno laborista indicó que quería renegociar el contrato de arrendamiento con el Reino Unido. Tras largas y a veces tensas negociaciones, se firmó un nuevo acuerdo por el que el contrato de arrendamiento se prorrogó hasta finales de marzo de 1979 con un alquiler considerablemente mayor. El 31 de marzo de 1979 las últimas fuerzas británicas abandonaron Malta. Por primera vez en un milenio, Malta dejó de ser una base militar de una potencia extranjera y se convirtió en independiente tanto de facto como de iure.[cita requerida]
Los principales actos de las actividades conmemorativas de esta fecha tienen lugar en el Monumento del Día de la Libertad en Birgu (Vittoriosa) (diseñado por Anton Agius) y en el Monumento a los Caídos en Guerra en Floriana. Por la tarde, el Gran Puerto acoge una regata competitiva. La regata suele atraer a miles de espectadores y participantes de las tres grandes ciudades (Birgu, Bormla e Isla), así como de ciudades costeras.  La regata forma parte de dos eventos anuales de carreras de remo, el segundo de los cuales se celebra el Día de la Victoria.